# Freddy De Schutter
Freddy De Schutter (1948-2021) was een Vlaams schrijver-criticus. De Schutter studeerde filosofie en Germaanse filologie aan de K.U.Leuven, en hij was preses van de Germanistenvereniging Leuven in 1971-1972.

## Levensloop
De Schutter was werkzaam als literair criticus en was tevens leraar aan het Onze-Lieve-Vrouwecollege in Antwerpen. Hij schreef in 1992 het eerste deel van Het verhaal van de Nederlandstalige literatuur op een literaire interpretatieve manier en werd hiervoor afgekraakt door de academische wereld wegens zogenaamd 'belabberd wetenschappelijk gehalte'. Hij zette desondanks door om deel 2 en 3 af te werken.
Daarvóór schreef hij ook al op vernieuwende wijze een handboek Nederlandse literatuur voor het middelbaar onderwijs Wild van de inkt. Hij was redactielid van Rijmtijd, het tijdschrift van de Guido Gezelle-kring. Hij was als los medewerker verbonden aan het Vlaams katholiek weekblad Tertio.
Het personage 'Paul Garcin' uit Tom Barmans film Any Way the Wind Blows zou gebaseerd zijn op De Schutter.